# Urban X Awards
O Urban X Awards é uma premiação anual realizada nos Estados Unidos para homenagear a realização da pornografia étnica. Originalmente conhecido como Urban Spice Awards, foi criado em 2008 pelo diretor pornô negro Giana Taylor. Os prêmios reconhecem a realização das estrelas pornô, produtores, diretores, agências e empresas que produzem filmes com negros, latinos, asiaticos e conteúdo adulto inter-racial. Os vencedores são escolhidos pelos fãs no site dos prêmios.
A cerimônia inaugural do Urban Spice Awards, realizada em 8 de junho de 2008 em Los Angeles, teve como anfitriões as estrelas pornô Olivia O'Lovely e Sean Michaels. O Urban X Awards de 2009, realizado em Los Angeles, teve como anfitriões Mr. Marcus e Roxy Reynolds.